# 金山打字通
金山打字通为金山软件推出的一款打字训练软件，仅支持Windows平台，提供英语打字、拼音打字、五笔打字等输入法的练习及测试，并支持自定义课程、查看全球排名等。金山打字通还支持多款打字小游戏。
从2006版开始，软件改名为“金山打字”直至2010版，并转向免费，广告因此逐渐增多，2015年3月左右更以其弹出广告（无法取消，且在后台自动运行）为人所逅病。
从2010版后期到2011版sp3，金山为了推广旗下的金山快快游戏平台，将金山打字通强行与金山快快捆绑，并且将软件改称“金山快快打字通”。软件内下载打字游戏的入口也被改为通过金山快快下载打字游戏。
2011版使用Lua进行重制，2013版开始使用Qt进行重制。

## 版本历史
- 金山打字通2002
- 金山打字通2003
- 金山打字2006
- 金山打字2008
- 金山打字2010
- 金山快快打字通2011
- 金山打字通2013
- 金山打字通2016

## 打字游戏
打字游戏，是金山公司开发的利用打字轻松娱乐的金山打字通副程序，打字游戏一共有5款游戏。
金山打字通在最初版本2002版有4款游戏内置在程序，画面简陋且存在帧数不顺畅的问题。在2003版新增了太空大战游戏，背景音乐为前2002版警察抓小偷（生死时速）的BGM，打字游戏从2003年版开始，打字游戏将不内置在金山打字通而单独作为另外一个程序，安装时自带，画面制作的非常精美，生死时速采用3D画风。从2008版开始，打字游戏不再自带，而是需要另外安装。2010版把原本属于一个程序中的五个打字游戏再进一步分拆成了五个独立的程序，且游戏音乐也更换了。2010版时，打字游戏只能通过金山打字通程序内部进行下载，现在已在官网开放下载。
- 生死时速
- 鼠的故事
- 拯救苹果
- 太空大战
- 激流勇进